# Wolkramshausen
Wolkramshausen ist ein Ortsteil der Stadt und Landgemeinde Bleicherode im thüringischen Landkreis Nordhausen nahe der Bundesautobahn 38. Wolkramshausen liegt im Tal der Wipper, nördlich der Hainleite.

## Lage

### Nachbarorte
| Wollersleben | Werther                                     | Hain       |
| Nohra        | Kompassrose, die auf Nachbargemeinden zeigt | Kleinfurra |
| Hainrode     | Wernrode                                    |            |

## Geschichte
Die Gemeinde gibt 834 als Jahr der urkundlichen Ersterwähnung an. Nach Wolfgang Kahl finden sich aber bereits Belege aus der Zeit zwischen 802 und 817.
Auf dem östlichen Teil des Zengenberges, einem Berg am Nordrand der Hainleite westlich von Wernrode, befand sich eine Burg, die der Sicherung der Orte Wernrode und Wolkramshausen diente. Außerdem kontrollierte und sicherte man mit der Befestigung den Handelsweg über die Hainleite. Die Hochfläche der Burg ist noch durch einen zwei Meter hohen und acht Meter breiten Wall mit Graben zu erkennen.
In der Zeit des europäischen Hochbarocks (1650–1720) entwickelte sich Wolkramshausen, besonders durch die Familien „von Wilcke“ und von Wurmb zu einem wirtschaftlichen und kulturellen Zentrums des Landadels in der Wipper-Ebene. Im 18./19. Jahrhundert siedelten sich weitere Familien des Land- bzw. des Beamtenadels in Wolkramshausen an und bauten mehrere stattliche Herrenhäuser. Der Ort wurde durch diese Entwicklung im 19. Jahrhundert umgangssprachlich als Klein Paris bezeichnet.
Durch einen am 19. Juni 1816 in Berlin abgeschlossenen Staatsvertrag trat Schwarzburg-Rudolstadt das Dorf Wolkramshausen und das Vorwerk Utterode an Preußen und somit an den Kreis ab. Fortan gehörte der Ort zur preußischen Provinz Sachsen. Im 19. Jahrhundert war Wolkramshausen für den Zuckerrübenanbau und seine Zuckerfabrik bekannt. Von 1908 bis 1925 wurde in den Schächten „Ludwigshall“ und „Immenrode“ Kali gefördert.
In den 1920er Jahren bestanden im Ort mehrere Rittergüter. Es gab u. a. ein 100 ha großes Gut des Majors a. D. Max von Burkersroda. Des Weiteren bestand ein Gut mit 96 ha, genannt Neuer Hof, des Otto Koch. Zum Rittergut der Alice von Wilcke, mit damaligen Wohnsitz in Dessau, gehörten gut 91 ha. Es wurde durch Thilo von Wilcke verwaltet. Zum Schloss-Anwesen Hue de Grais gehörten 69 ha Fläche im Besitz der Erben des Grafen Robert Hue de Grais, das Gut war verpachtet.
Während des Zweiten Weltkrieges mussten mehr als 1.000 Kriegsgefangene sowie Männer und Frauen aus den besetzten Ländern West- und Osteuropas in der Heeresmunitionsanstalt im ehemaligen Kalibergwerk Zwangsarbeit leisten, wobei 145 Personen im Jahre 1942 bei einer Explosion ums Leben kamen. Sie waren in drei Barackenlagern in Wolkramshausen, Wernrode und Ludwigshall untergebracht.
Am 1. Januar 2019 schlossen sich die Gemeinden Wolkramshausen, Friedrichsthal, Kleinbodungen, Kraja, Hainrode, Nohra, Wipperdorf und Etzelsrode sowie die Stadt Bleicherode zur neuen Stadt und Landgemeinde Bleicherode zusammen. Die Gemeinde Wolkramshausen war Mitglied der Verwaltungsgemeinschaft Hainleite. Zur Gemeinde gehörte der Ortsteil Wernrode, der etwa 2 km südlich des Hauptortes liegt.

## Politik

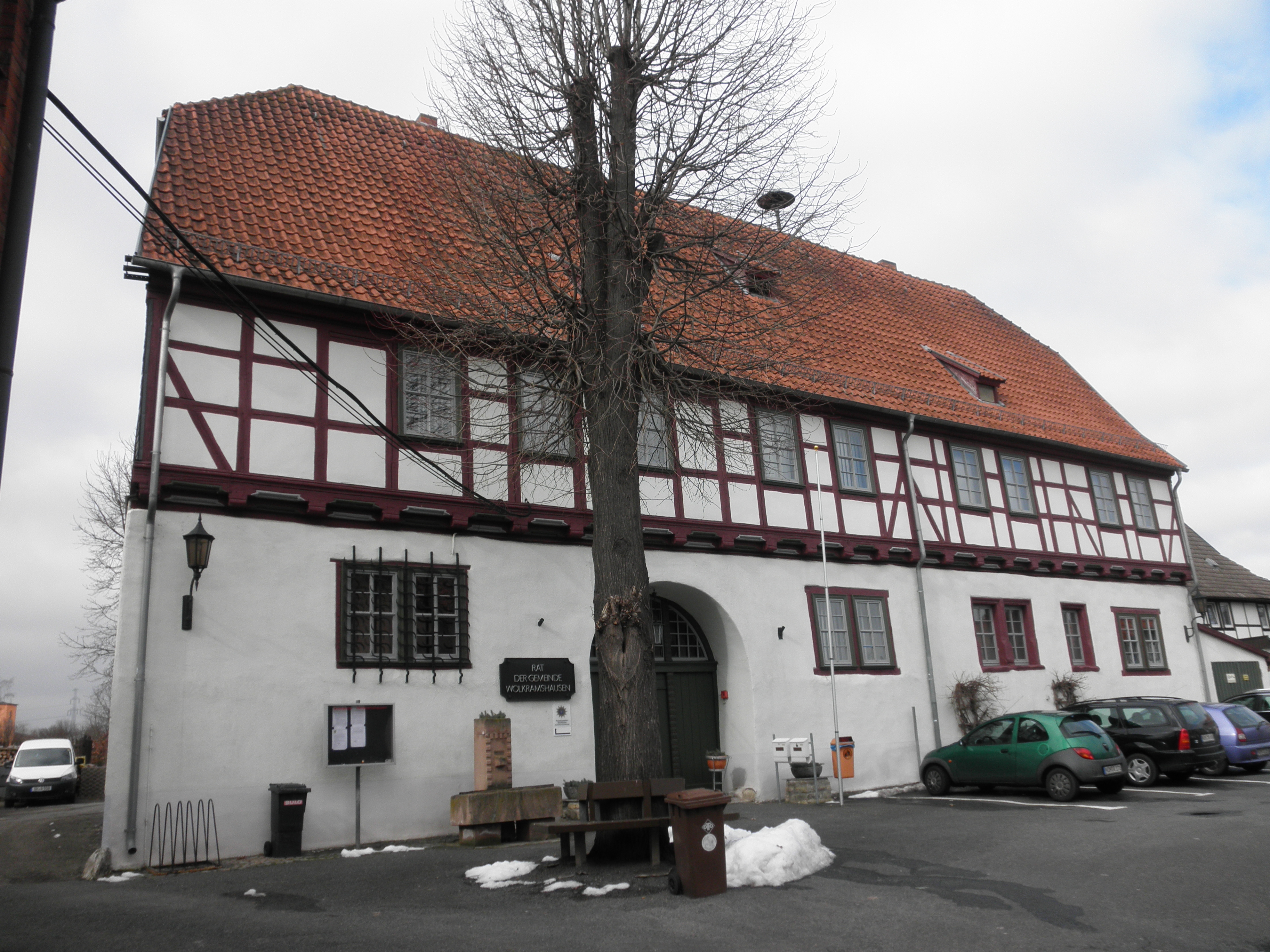
Gemeindeamt Wolkramshausen, ehemaliges Rittergut der Familie von Byla, später von Burkersroda

Bei der Kommunalwahl 2024 wurde Daniel Braun von der freien Wählergemeinschaft mit 99,6 Prozent der Stimmen als Ortsbürgermeister wiedergewählt.

### Wappen
Blasonierung: In Gold auf einem mit einem silbernen Wellenbalken belegten grünen Dreiberg ein aufrechter rechtsgewendeter schwarzer Wolf, mit roter Bewehrung und roter Zunge, in den Vorderpranken ein silbernes Fachwerkhaus mit schwarzem Gebälk haltend.

## Infrastruktur
Im Ort gibt es Gewerbe und Institutionen des täglichen Bedarfs, wie Einzelhändler, eine Bank und die Regelschule Hainleite. Aus den Landgütern ist mit der Wippertaler Agrar GmbH ein mittelgroßer landwirtschaftlicher Betrieb hervorgegangen.

### Verkehr
Im Bahnhof Wolkramshausen zweigt die Bahnstrecke Wolkramshausen–Erfurt von der Bahnstrecke Halle–Hann. Münden ab. Ein 220 kV-Umspannwerk mit dezentralem Bahnstromumformerwerk befindet sich beim Bahnhof. Der Bahnhof und der Haltepunkt im benachbarten Kleinfurra liegen jeweils etwa 1,5 Kilometer nördlich bzw. östlich vom Ort entfernt.
Die Landstraße L1034 verbindet den Ort in Richtung Osten mit Sondershausen, in Richtung Westen mit Bleicherode.

## Sehenswürdigkeiten
- Schloss Hue de Grais

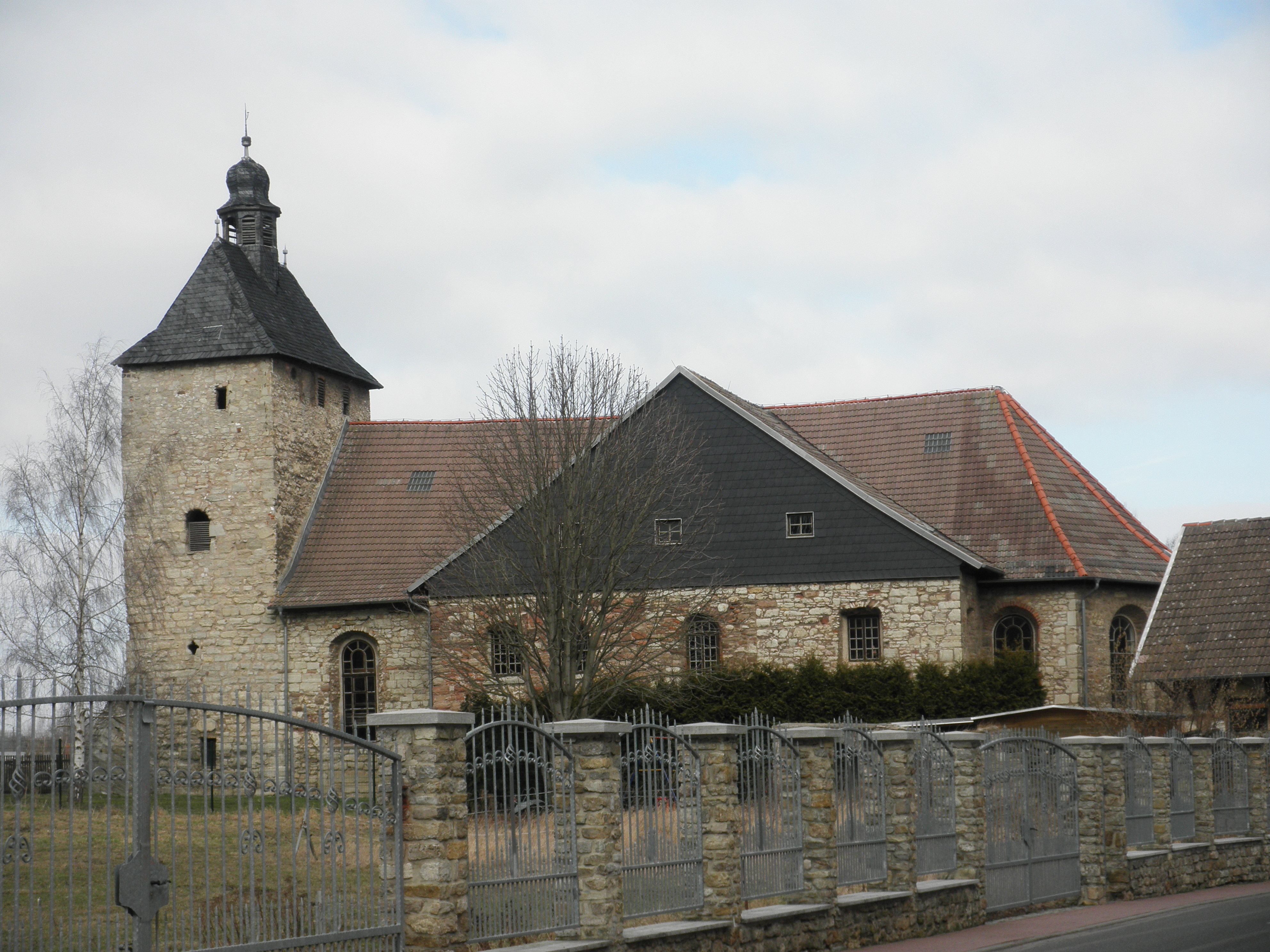
Kirche in Wolkramshausen

- Die Dorfkirche St. Trinitatis (Wolkramshausen)
- Ehem. Herrenhaus des Ritterguts von Byla, später von Burkersroda, heute Gemeindeverwaltung[10]
- Museum Schacht Ludwigshall
- Villa Parkstraße 12, 1908 als zweigeschossiges Wohnhaus mit hohem Satteldach und Mansarden errichtet. An der Westseite befindet sich ein aus Holz geschnitzter Wintergarten.
- Villa Parkstraße 14, erbaut ebenfalls 1908 von dem Architekten M. Köndgen als zweigeschossiges Wohnhaus mit Satteldach. Die Straßenseite weist reiche Verzierungen auf.
- Villa Parkstraße 15, Wohngebäude mit farbiger Klinkerfassade und verziert mit bemaltem Holzfries unterhalb des Dachansatzes.
- Villa Parkstraße 16, durch Oskar Beck im Jugendstil entworfenes Wohngebäude mit Apotheke.

### Zerstört
- Altwilkesches Rittergut[11], Herrenhaus wurde nach 1990 abgerissen. Letzte Reste der Wirtschaftsgebäude erhalten, sog. „Alte Schäferei“.
- Neuwurmbsches Gut, sog. „Neuer Hof“[12]. Später im Eigentum des Rittergutsbesitzers Schreiber, um 1954 abgerissen.
- Altwurmbsches Rittergut, Herrenhaus nach 1948 abgerissen, geringe Reste der Wirtschaftsgebäude erhalten.

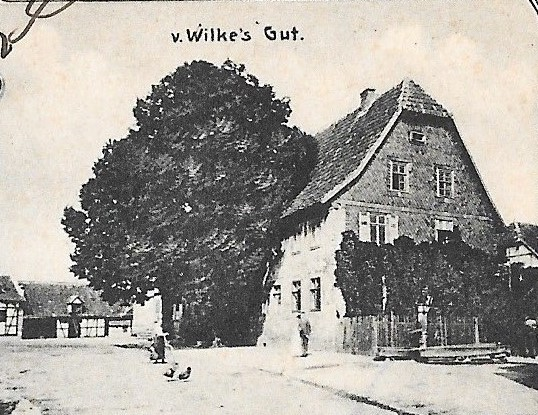
Altwilkesches Rittergut
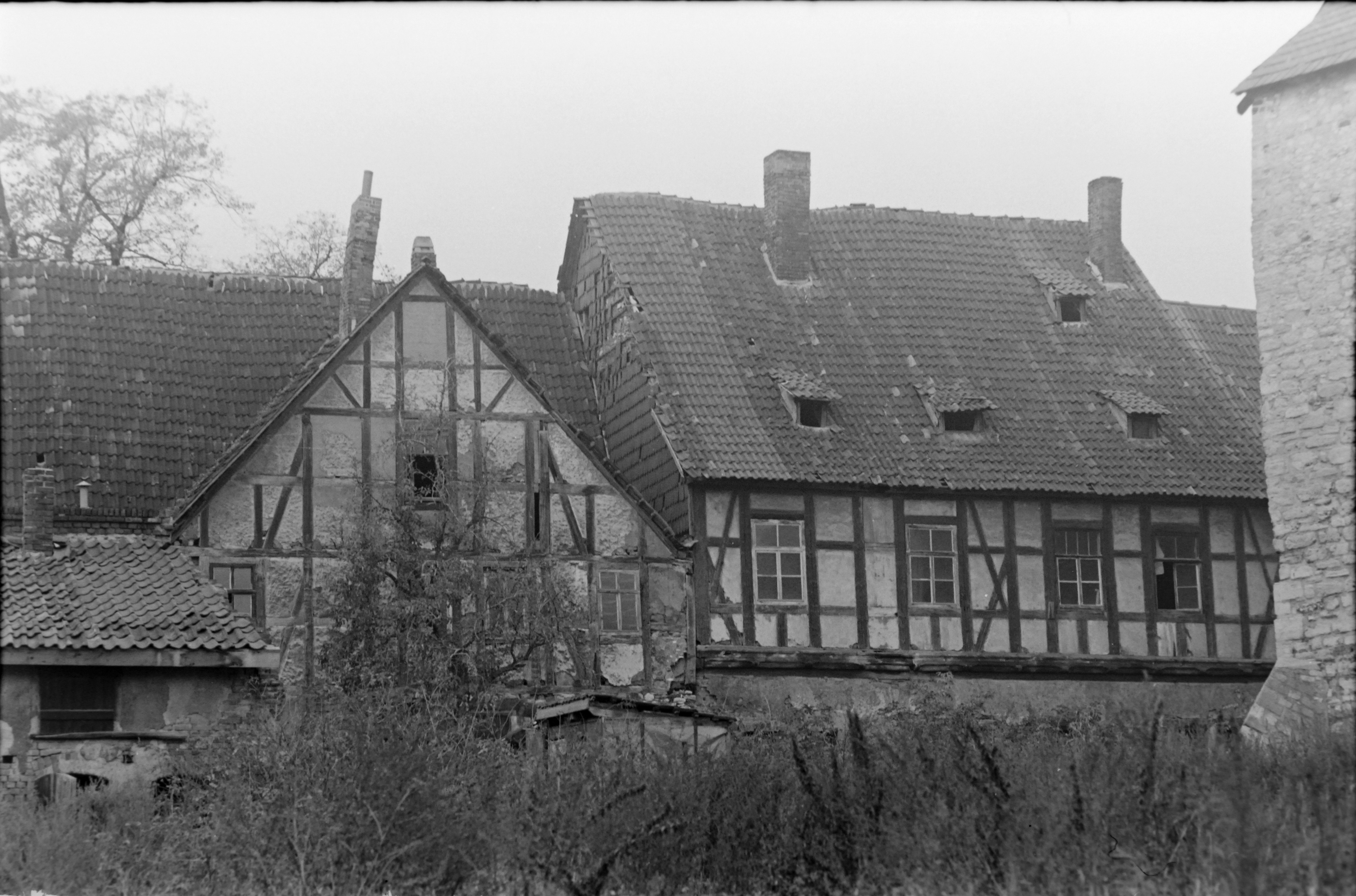
Altwilkesches Rittergut 1986
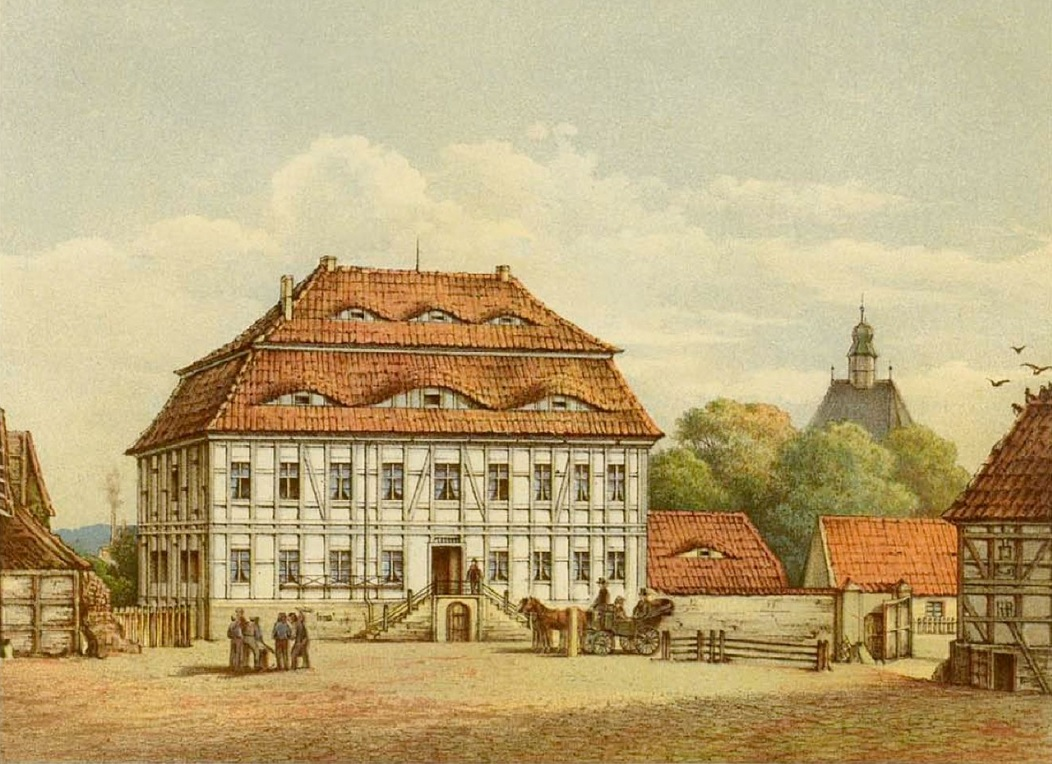
„Neuer Hof“ zwischen 1875 und 1877, Lithographie, Alexander Duncker
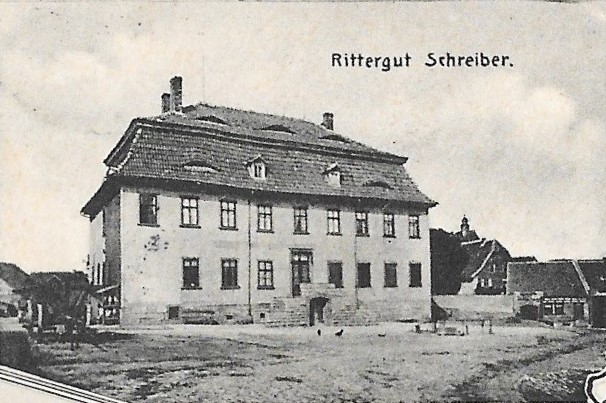
„Neuer Hof“
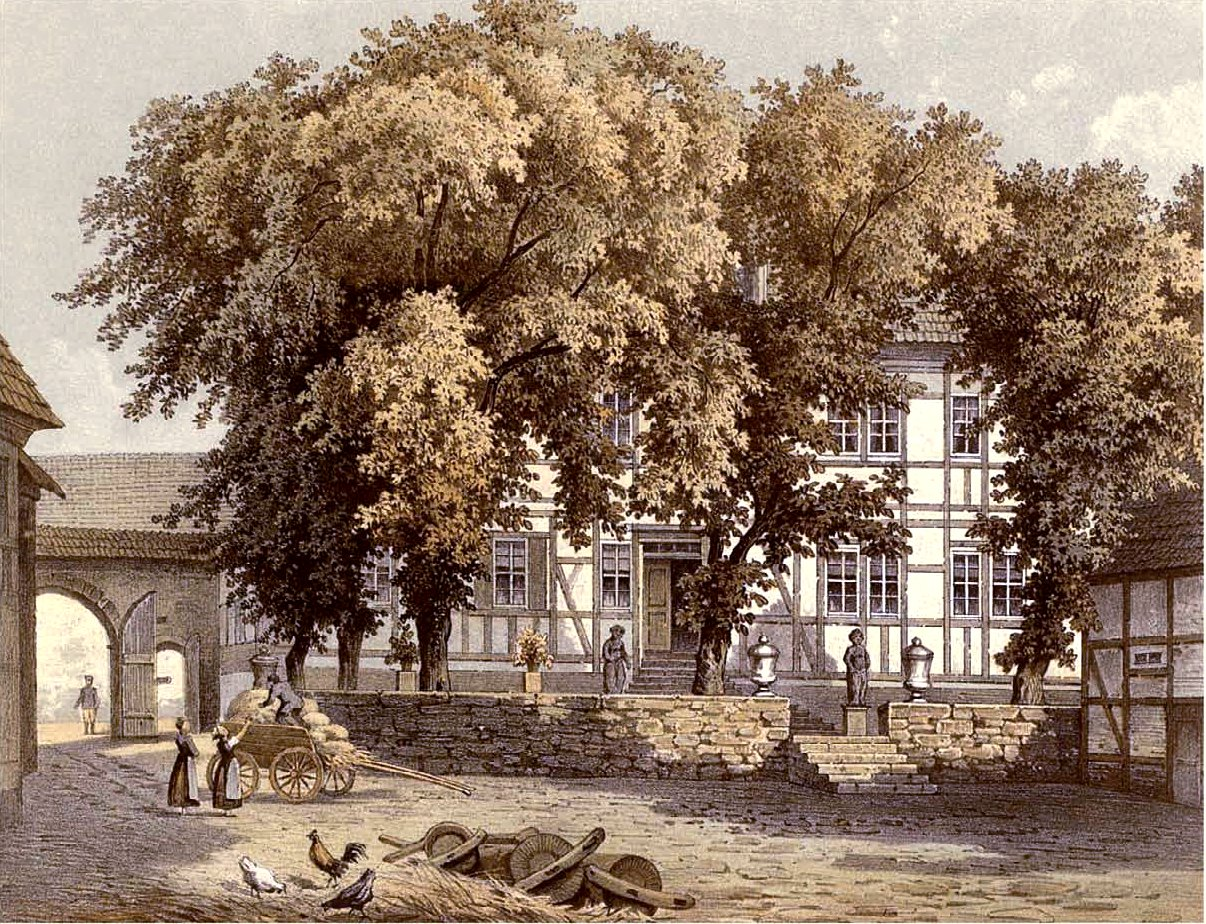
Rittergut Hue de Grais zwischen 1875 und 1877, Lithographie, Alexander Duncker
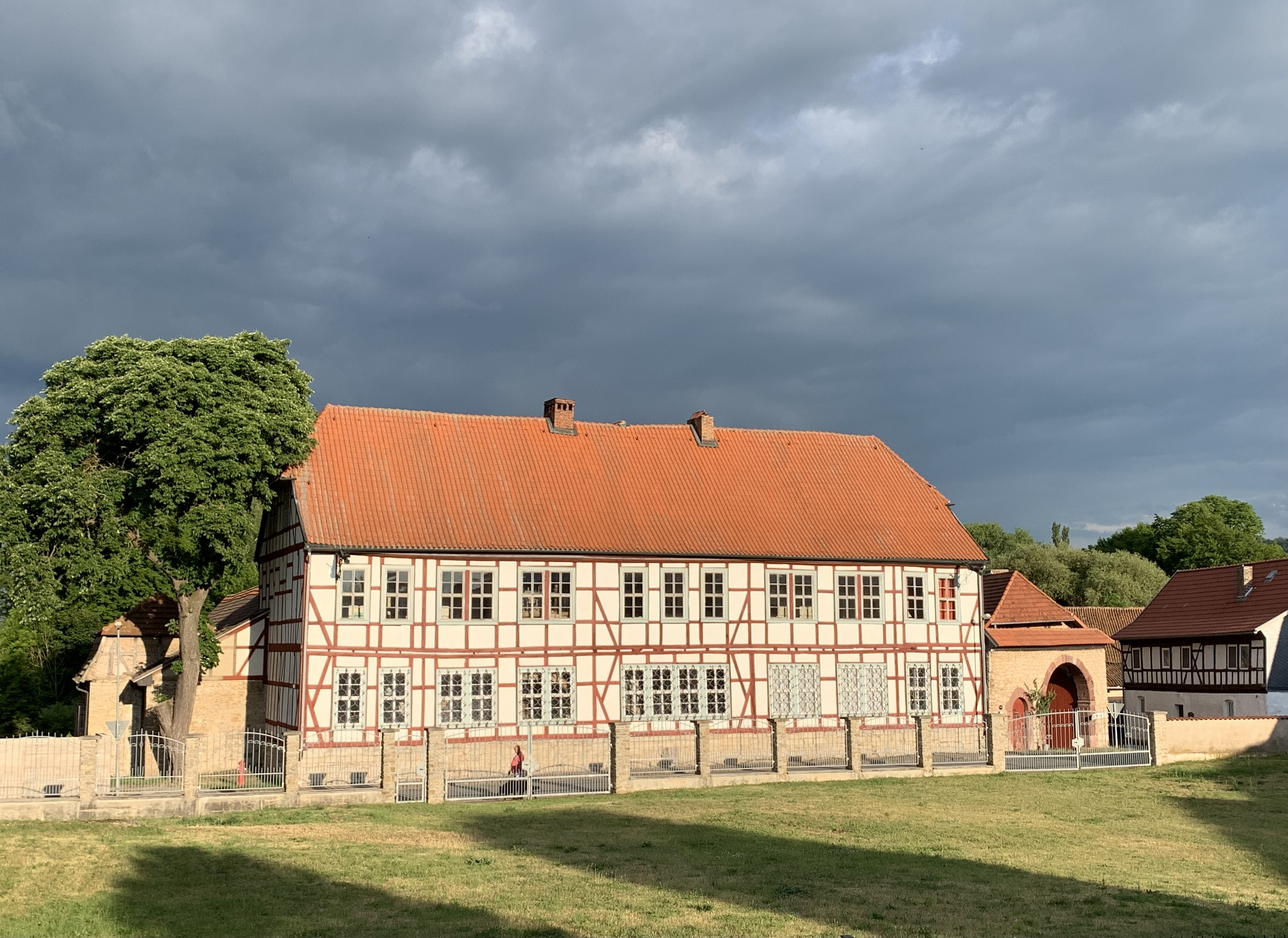
Schloss Hue de Grais (2022)
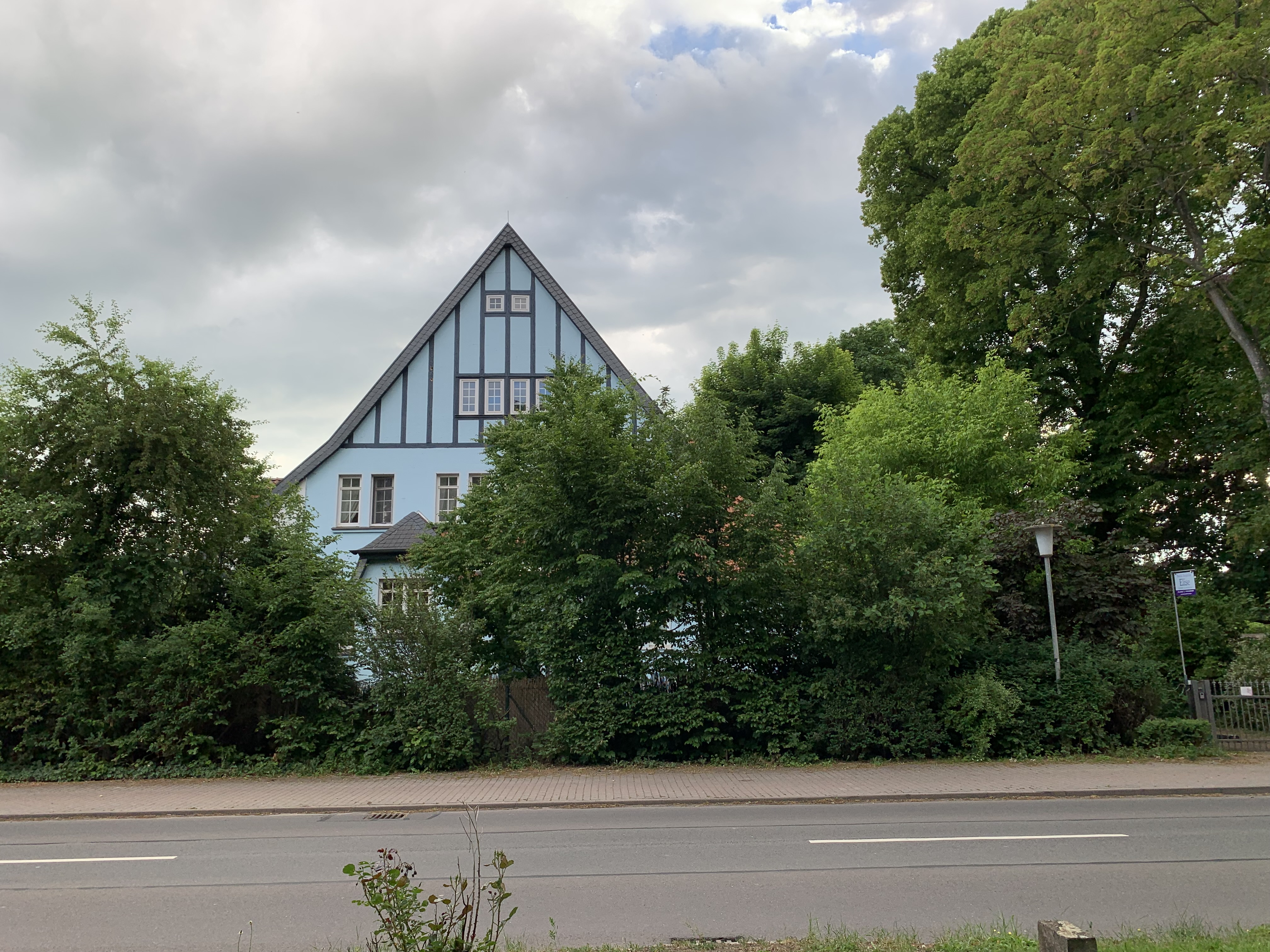
Villa Parkstraße 14
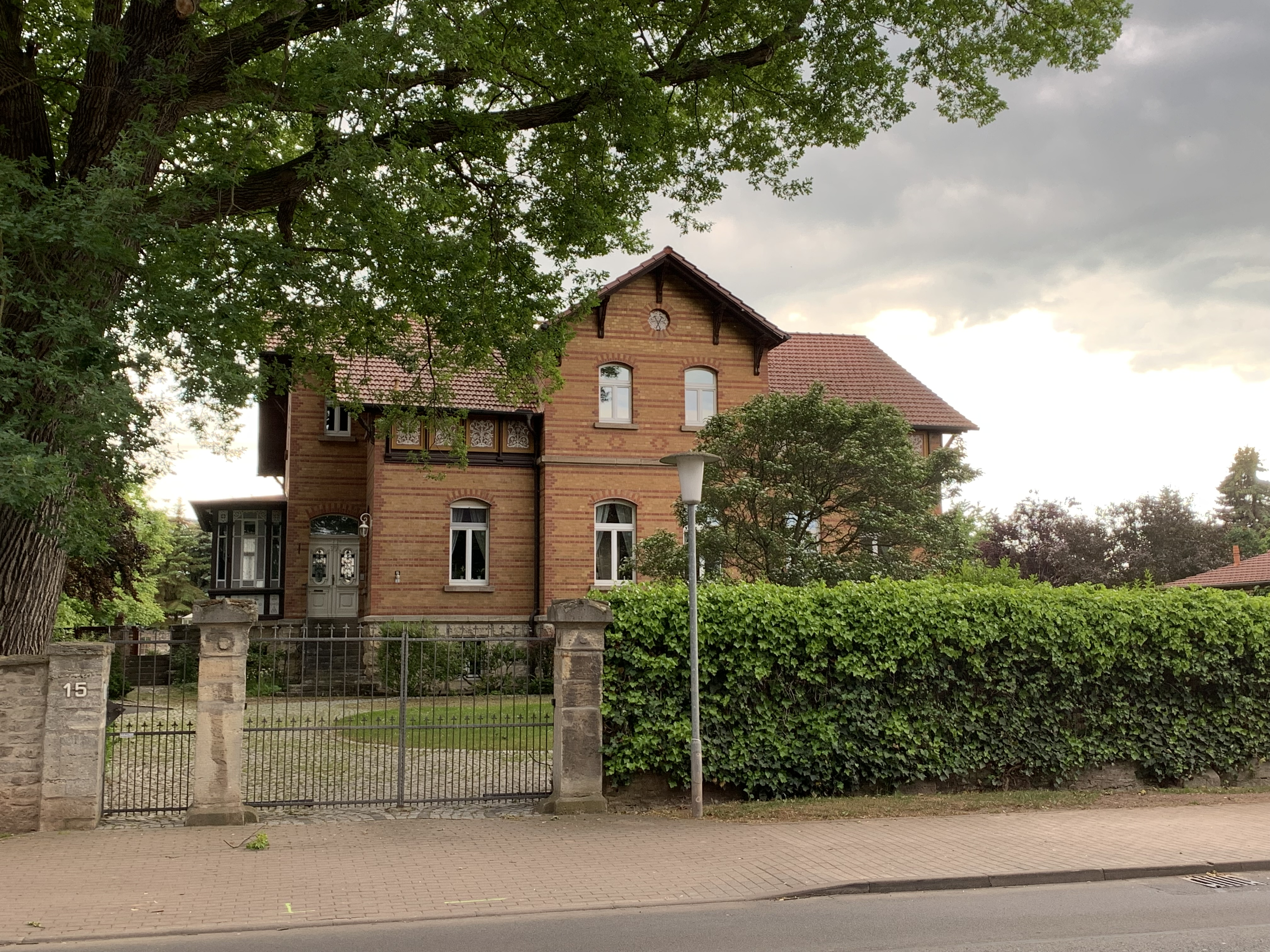
Villa Parkstraße 15
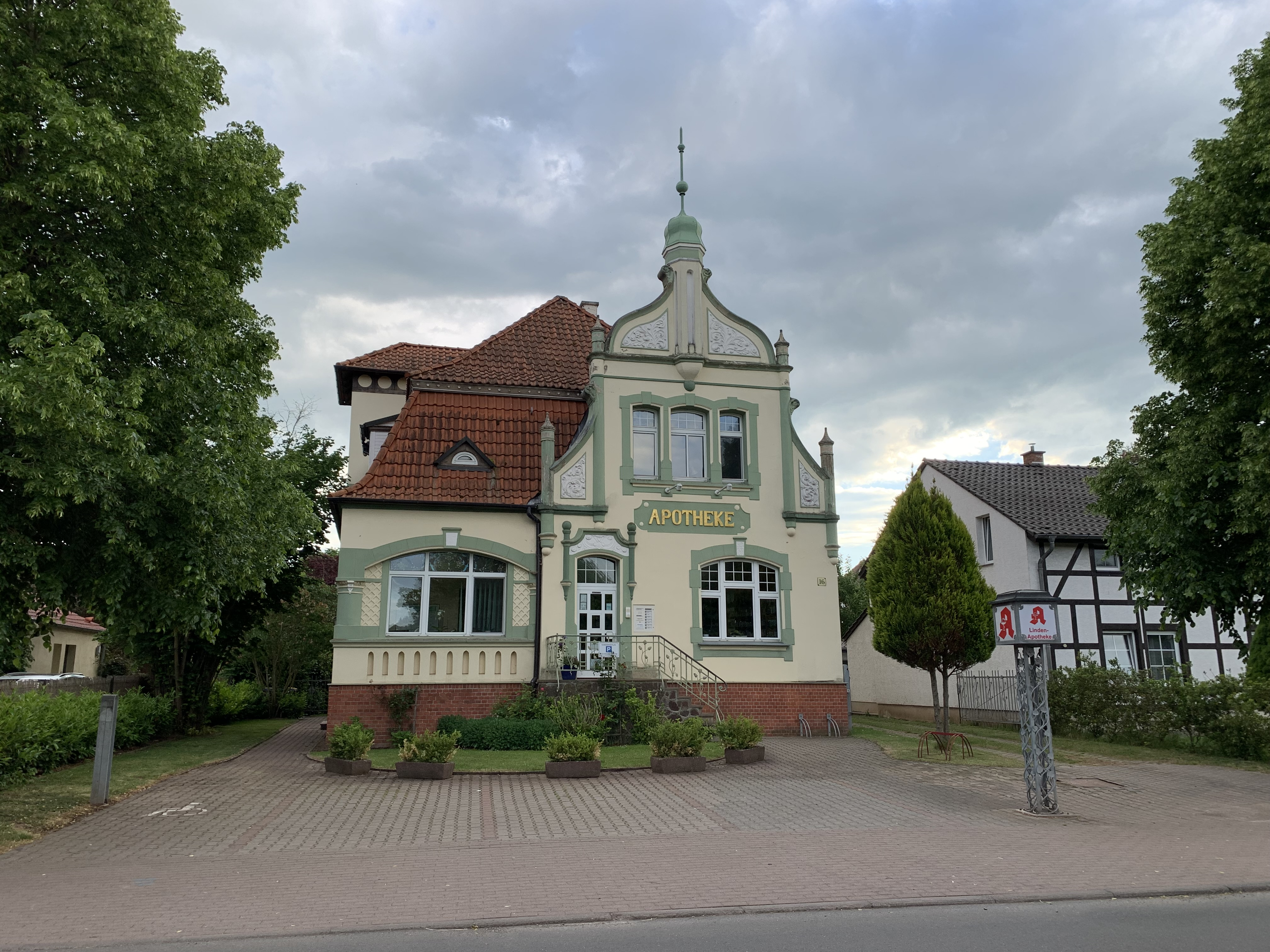
Villa Parkstraße 16

## Persönlichkeiten
- Ernst Ludwig von Wilcke (1653–1725), kurfürstlich-sächsischer und königlich-polnischer General der Infanterie[13]
- Friedrich von Wurmb (1742–1781), Kaufmann und Botaniker
- Louise von Lengefeld (1743–1823), Hofmeisterin bei den Fürsten von Schwarzburg-Rudolstadt, Schwiegermutter Friedrich Schillers
- Karl von Byla (1806–1852), Rittergutsbesitzer, Verwaltungsjurist und Landrat
- Robert Graf Hue de Grais (1835–1922), Verwaltungsjurist, preußischer Abgeordneter

## Vereine
- Deutsches Rotes Kreuz, Kreisverband Nordhausen, Ortsverein Wolkramshausen
- Feuerwehrverein Wolkramshausen
- Jagdgenossenschaft Wolkramshausen / Wernrode
- Schacht Ludwigshall Förderverein e. V.
- SV Einheit 90 Wolkramshausen e. V.